# Hipolit Milewski

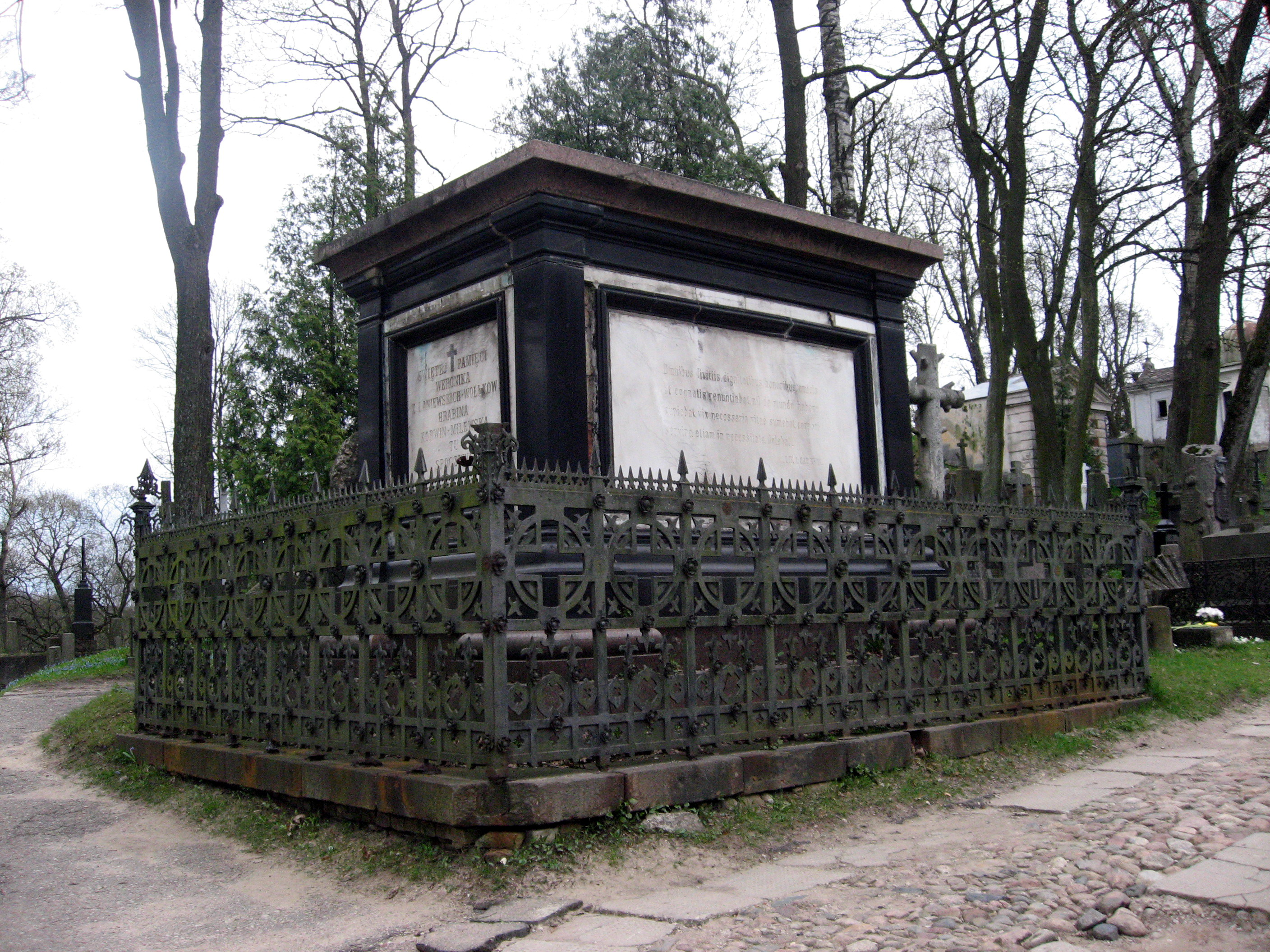
Grobowiec matki Hipolita, ufundowany przez niego na cmentarzu na Rossie

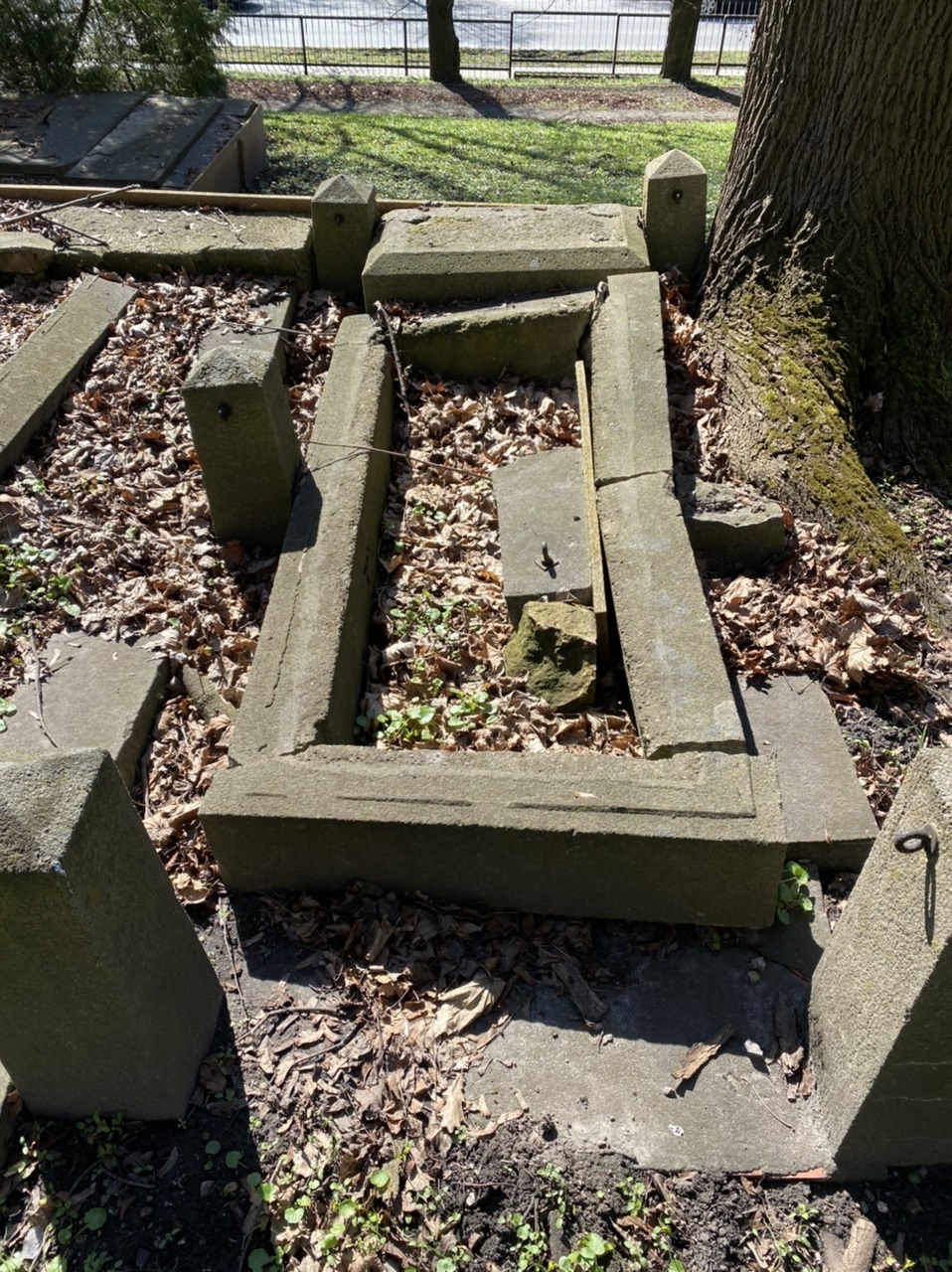
Grobowiec Hipolita Milewskiego na Cmentarzu parafii św. Wojciecha na Cytadeli w Poznaniu

Hipolit Milewski herbu Korwin (ur. 1848 w Druskienikach, zm. 1932 w Poznaniu) – polski ziemianin, pisarz i komentator polityczny, francuski doktor praw, członek rosyjskiej Rady Państwa, krajowiec. Inicjator budowy Teatru polskiego w Wilnie. Właściciel majątku Łazduny na Litwie, zrujnowanego przez 9 Dywizję Piechoty. 

## Pochodzenie i rodzina
Urodzony 26 lipca (6 sierpnia) 1848 r. W katolickiej rodzinie szlacheckiej hrabiego Oskara Milewskiego (1818-1906) herbu Korwin i jego żony Weroniki Łaniewskiej-Wołk (1823-1891) herbu Korczak. Pełne imię nadane mu na chrzcie brzmiało „Hipolit-Jan”. Ojciec Hipolita otrzymał od papieża tytuł hrabiego w 1876 roku.
Hipolit miał również siostrę Marię Korwin-Milewską (1847-1934), która poślubiła Szymona Meysztowicza, oraz brata, hrabiego Ignacego Korwin-Milewskiego (1846-1926), kolekcjonera sztuki i słynnego filantropa. Hipolit miał też młodszego brata Oskara Korwin-Milewskiego, który zmarł w dzieciństwie. Grób matki, Weroniki znajduje się na cmentarzu na Rossie w Wilnie.
Sam Hipolit przez ugodę majątkową (która, jak sam zauważa w swoich pamiętnikach, była wówczas tradycyjna), ożenił się w 1888 r. z Kazimierą Hołyńską, szlachcianką, córką Aleksandra Hołyńskiego, zamożnego właściciela ziemskiego w guberni mohylewskiej i jego żony, hrabiny Kunegundy Plater. Małżeństwo nie doczekało się dzieci. Hipolit nazwał swoją żonę „rodowitą Białorusinką”, ponieważ jej rodzina pochodziła z rdzennej ludności w województwie mścisławskim Wielkiego Księstwa Litewskiego i mohylewskiej prowincji Cesarstwa Rosyjskiego. O swojej genealogii Hipolit powiedział, że dokładnie znał swoje pochodzenie dopiero od Dominika Korwin-Milewskiego, szlachcica z połowy XVIII wieku ze Słuczczyny (woj. nowogródzkie), którego przodkowie prawdopodobnie przybyli służyć książętom Radziwiłłów w Królestwie Polskim. A o pochodzeniu matki pisał, że pochodzi od Samuela Łaniewskiego-Wołk, szlachcica z XVIII w. z woj. Witebskiego, kalwina.

## Edukacja
Dzieciństwo spędził, począwszy od 1856 r., w Paryżu, gdzie od 1857 r. wychowywał się w prywatnej szkole z internatem na fundusz rodziców, więc znał doskonale francuski. Rodzice wysłali go do Paryża, aby poprawić zdrowie i ukrywać się przed władzami rosyjskimi, ponieważ w ojczyźnie doszło do prześladowań wielu nielojalnych katolickich szlachciców. Później w swoich wspomnieniach zauważył, że decyzja rodziców o wychowaniu go we francuskim pensjonacie okazała się szkodliwa, ponieważ nie pozwalała mu nabyć w dzieciństwie lokalnych nawyków i pomysłów, a narzucała mu francuski. Przyznał, że francuskie wychowanie często kolidowało z porozumieniem z miejscową katolicką szlachtą Litwy i Białorusi i ostatecznie doprowadziło do upadku wielu jego politycznych przedsięwzięć. Uważał, że wysyłanie dzieci na studia za granicę jest konieczne tylko w okresie studenckim (w wieku 18-20 lat), a dzieci powinny otrzymać pierwsze wychowanie i edukację w domu, aby tworzyć podwaliny psychiki w swoim rodzimym środowisku. 
W 1868 ukończył studia na Uniwersytecie w Dorpacie (Tartu) i uzyskał francuski doktorat z prawa. W celu edukacji i poszerzenia horyzontów wyjechał do modnej wówczas wśród szlachty Afryki (Tunezja, Algieria, Egipt). Władał biegle (oprócz rodzimej polszczyzny) także francuskim, rosyjskim, białoruskim i litewskim.

## Działalność państwowa i gospodarcza
Służył w Izbie Kasacyjnej Senatu Imperium Rosyjskiego. Od 1877 r. mieszkał w majątku rodziny Łazduny, w powiecie oszmiańskim (woj. wileńskie). Otrzymawszy ten majątek od ojca i w krótkim czasie przekształcił go we wzorcowe gospodarstwo rolne. Majątek Łazduny miał wspaniały zespół dworsko-parkowy. Był zdolnym agronomem i członkiem Rady Wileńskiego Towarzystwa Rolniczego. Jako przedstawiciel konserwatywnych katolickich ziemian na Białorusi i Litwie popierał tzw. lojalistów, kierunek „ugodowy” w lokalnym ruchu społecznym prowincji litewsko-białoruskich. 
Wziął udział w uroczystym odsłonięciu pomnika Katarzyny II Wielkiej w Wilnie 23 września 1904 roku.
Założył gazetę „Kurier Litewski” w Wilnie, od 1 września do 1 grudnia 1905 był jej właścicielem. Należał do liberalno-konserwatywnego kierownictwa „Krajowiec”. Popierał ideę konstytucyjnego ograniczenia autokracji rosyjskiej, opowiadał się za rozszerzeniem praw przedstawicielskich organów władzy, za wprowadzeniem ziemstw na Białorusi i Litwie. Podkreślał wyjątkowość interesów lokalnych, „regionalnych Polaków”, był jednym z liderów krajowców nurtu liberalno-konserwatywnego. 
W 1906 został wybrany posłem (1906-1909) z Wileńszczyzny do Rady Państwowej Imperium Rosyjskiego, był członkiem tzw. „Centrum”, ale w kwestiach stosunku do ruchu rewolucyjnego, radykalnej reformy rolnej, powszechnego prawa wyborczego, zgadzał się z „prawicą”. Uczestniczył w 1907 r. w Wilnie w zjeździe posiadaczy ziemskich sześciu „północno-zachodnich” (białorusko-litewskich) województw, które zadecydowały o utworzeniu „Regionalnej Partii Litwy i Białorusi” i zatwierdziły program nowa partia. Jako członek tej partii był jednym z trzech przedstawicieli frakcji tej partii w Radzie Państwowej Imperium Rosyjskiego. W 1909 został ponownie wybrany posłem (1909-1910) z województwa wileńskiego do Rady Państwa Imperium Rosyjskiego na nową kadencję, był członkiem tzw. „Centrum”. W 1910 r. w proteście przeciwko politycznemu kursowi Piotra Stołypina, wystąpił z Rady Państwa Imperium Rosyjskiego. Wraz z bratem Ignacym wspierał finansowo odbudowę Teatru Polskiego w Wilnie (Teatr na Poguliance). Od 1911 r. zamiast idei „ostrza” zaczął popierać idee Polskiej Narodowo-Demokratycznej i uznał za konieczne szerzenie języka i kultury polskiej wśród Białorusinów w celu zapoznania się z wartościami „zachodniej cywilizacji”. W 1913 roku wyraził w prasie ideę, że białoruskojęzyczna gazeta „Nasza Niwa” jest finansowana przez rząd rosyjski i dlatego jej działalność ma na celu rusyfikację prowincji litewsko-białoruskich. W 1915 wyjechał do Paryża. Na łamach prasy francuskiej wpadł na pomysł federacji Polski i regionu litewsko-białoruskiego. W 1918 porzucił idee polskiej endecji i stał się zwolennikiem idei tzw. „Wileńskich Konserwatystów”, a w 1919 roku został autorem oficjalnego memorandum „Wileńskich Konserwatystów” o Państwowej Unii (federacji) Polski i Obwodu Litewsko-Białoruskiego.
Od 1919 r. przebywał w majątku rodziny Łazduny, który, podobnie jak tereny Zachodniej Białorusi, na mocy traktatu pokojowego w Rydze (1921) wchodził w skład międzywojennej Polski. Ostro skrytykował wyniki traktatu pokojowego w Rydze, chociaż Milewski zachował wszystkie swoje majątki. Wycofał się z polityki w 1919 r. i nie uczestniczył już w działaniach „wileńskich konserwatystów”.

## Twórczość
- Śmiertelne niebezpieczeństwa rewolucji rosyjskiej, wyd. Klinika Języka, 2017.
- Co zrobić ze wschodem Europy, wyd. Klinika Języka, 2019.
- 70 lat wspomnień. Tom I i II, wyd. Klinika Języka, 2017.